# Ruszków (województwo świętokrzyskie)
Ruszków – wieś w Polsce położona w województwie świętokrzyskim, w powiecie opatowskim, w gminie Sadowie.
W latach 1975–1998 miejscowość administracyjnie należała do województwa tarnobrzeskiego.
Przez wieś przechodzi  czerwony szlak rowerowy do Opatowa.

## Części wsi
| SIMC    | Nazwa              | Rodzaj    |
| ------- | ------------------ | --------- |
| 0806364 | Ruszków Poduchowny | część wsi |
| 0806387 | Zagaje             | część wsi |

## Historia

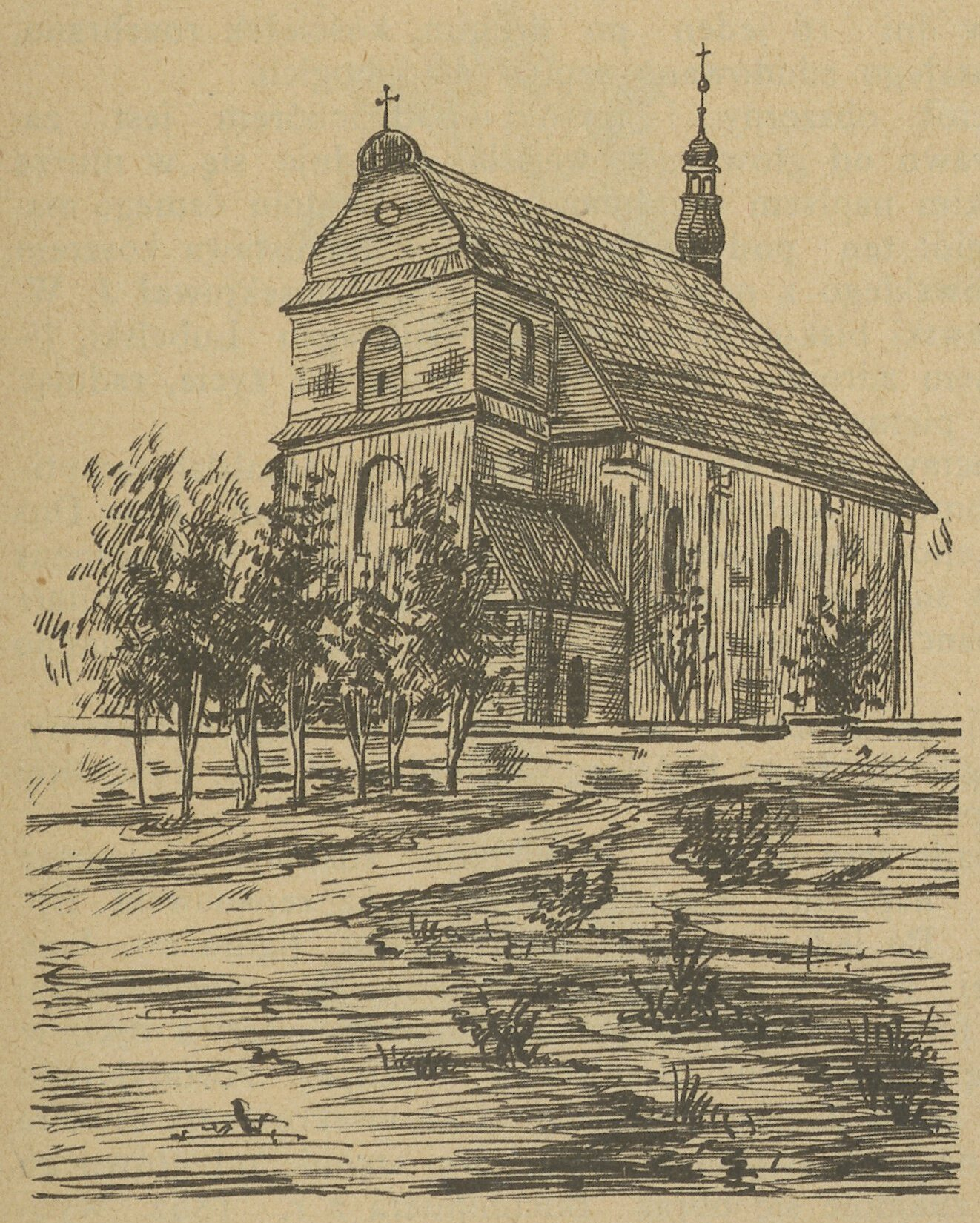
Kościół przed 1907

Fundatorem pierwszego kościoła z 1313 r. był Bartłomiej Rokosz. Był to kościół filialny parafii Wszechświęte. W drugiej poł. XV w. nowy drewniany kościół ufundował w Ruszkowie Zawisza z Oleśnicy herbu Dębno, podsędek sandomierski i krewny biskupa Zbigniewa Oleśnickiego. Zawisza za pozwoleniem biskupstwa krakowskiego oraz probostwa Wszechświętych uposażył tu parafię.
Wieś oddawała w tym czasie dziesięcinę snopową i konopną o wartości 10 grzywien prebendzie szewieńskiej w Kielcach. W Ruszkowie było 3 zagrodników bez roli oraz folwark rycerski, z którego dziesięcinę snopową oddawano plebanowi w Ruszkowie.
Według rejestru poborowego z 1578 r. w Ruszkowie było 6 osadników na 3 łanach, 6 zagrodników z rolą, kowal, 2 rzemieślników i 8 biednych.
W 1798 r. hrabia Jacek Małachowski ufundował tu nowy murowany kościół. Według spisu z 1827 r. w Ruszkowie było 21 domów i 111 mieszkańców.
W Ruszkowie urodził się Władysław Zwiejski  – dowódca Batalionów Chłopskich w powiecie opatowskim ps. Jaruga. 
W Ruszkowie w 1945 r. urodził się syn Wladyslawa Zwiejskiego i Marii Miroslawy Zwiejskiej z d. Chadaj, Jan Bartlomiej Zwiejski profesor architektury Uniwersytetu Laval w Kanadzie w latach 1988-2018.

## Zabytki
- Kościół pw. św. Stanisława Biskupa z 1798, ufundowany przez hrabiego Jacka Małachowskiego; świątynia wybudowana została obok starszego, drewnianego kościoła z 1409 roku, rozebranego w 1821.

Kościół oraz dzwonnica z przełomu XVIII/XIX w. zostały wpisane do rejestru zabytków nieruchomych (nr rej.: A.565/1-2 z 11.03.1957 i z 15.04.1967).
- Cmentarz parafialny z nagrobkami z XIX w. (nr rej.: A.566 z 13.06.1988)[7]. Pośród nich znajduje się nagrobek powstańca styczniowego ks. Tomasza Kotkowskiego.